# Bernard Zitzermann
Bernard Zitzermann (* 19. Juni 1942 in Nizza; † 1. Februar 2018 in Saint-Paulet-de-Caisson) war ein französischer Kameramann.

## Leben
Bernard Zitzermann war nach einem Studium an der Filmhochschule in Vaugirard als Kameraassistent u. a. von Étienne Becker tätig. Als Chefkameramann ab 1973 erwarb sich Zitzermann bald den Ruf als einer der führenden Kameraleute in Frankreich. Für die Künstlerbiographie „Molière“ wurde er 1978 mit dem „César“ für die beste Kamera ausgezeichnet. Seit den 1990er Jahren war Zitzermann auch bei internationalen Produktionen engagiert.

## Filmografie (Auswahl)
- 1967: Fern von Vietnam (Loin du Viet-Nam)
- 1973: 1789
- 1973: Ein Mann, der schläft (Un homme qui dort)
- 1978: Die Antilope geht nicht in die erste Falle (Prix de la liberté)
- 1978: Molière
- 1978: Meine erste Liebe (Mon premier amour)
- 1979: Allein zu zweit (À nous deux)
- 1980: Die Bankiersfrau (La banquière)
- 1981: Der Superboß (Le grand pardon)
- 1982: La Balance – Der Verrat (La Balance)
- 1982: Der große Bruder (Le grand frère)
- 1983: Funkende Liebe (L‘étincelle)
- 1983: Verheiratet mit einem Toten (J’ai épousé une ombre)
- 1983: Tödliche Spur (Le faucon)
- 1985: Novembermond (Lune de novembre)
- 1985: Niemandsland (No man’s land)
- 1987: A Man in Love (Un homme amoureux)
- 1987: L’Ogre
- 1988: Chouans! – Revolution und Leidenschaft (Chouans!)
- 1989: Die Französische Revolution – Jahre der Hoffnung/Jahre des Zorns (La révolution française)
- 1991: Betty
- 1991: Der Gefallen, die Uhr und der sehr große Fisch (The Favour, the Watch and the Very Big Fish)
- 1991: Im Banne der Schlange (La part du serpent)
- 1991: Le voleur d’enfants
- 1992: Mazeppa
- 1992: Musik des Zufalls (The Music of Chance)
- 1992: Olivier (Olivier, Olivier)
- 1993: Die Hölle (L’enfer)
- 1995: Biester (La cérémonie)
- 1995: Engel und Insekten (Angels and Insects)
- 1995: Niki de Saint Phalle
- 1997: Blutorangen (Blood Oranges)
- 2013: Schiffbruch mit verrückter Hoffnung (Les naufragés de fol espoir)